# Richie Stanaway
Richie Stanaway (Tauranga, 24 de noviembre de 1991) es un piloto de automovilismo de Nueva Zelanda.

## Carrera
Stanaway comenzó su carrera como piloto de motocross antes de cambiarse al circuito a la edad de 12 años. Luego condujo en karting brevemente antes de hacer su debut en carreras de fórmula en 2007. Sus principales victorias son la Fórmula Ford Nueva Zelanda para la temporada 2008-09 y el ADAC Fórmula Masters en 2010.
Si bien Stanaway estaba cómodamente a la cabeza del Campeonato de Alemania de Fórmula 3 en 2011, donde condujo para el equipo Van Amersfoort Racing, dejó este campeonato para conducir la GP3 Series en el mismo año para el equipo Lotus ART, donde se unió a Pedro Nunes reemplazará por el resto de la temporada, comenzando en Spa-Francorchamps en Bélgica. Ganó la segunda carrera de este circuito tras salir desde la pole. También continuó conduciendo en la Fórmula 3 alemana, donde se convirtió en campeón con una gran ventaja sobre Marco Sørensen. En GP3 terminó vigésimo en el campeonato.
En 2012, Stanaway cambió a la Fórmula Renault 3.5 Series, donde comenzó a conducir para el equipo Lotus. Ese año también formó parte del Lotus F1 Team iRace Professional Program, el programa de entrenamiento del equipo Lotus de Fórmula 1. Tras un accidente en el tercer fin de semana de carrera en Spa, se fracturó las vértebras y estuvo fuera de acción el resto de la temporada, tras terminar sexto en el MotorLand Aragón.
En 2013, Stanaway regresó al automovilismo e hizo su debut en un turismo en la Porsche Supercup para el equipo DAMS. Anotó puntos en todas las carreras que terminó, siendo el mejor resultado el cuarto en el Circuito Yas Marina, terminando duodécimo en el campeonato. También condujo seis de las ocho carreras del Campeonato Mundial de Resistencia de la FIA para Aston Martin Racing en la clase LMGTE Pro.
En 2014, Stanaway regresó a las carreras de fórmula, ingresando a la GP3 para Status Grand Prix. Después de dos terceros lugares, obtuvo su primera victoria de la temporada en Silverstone. En Hungaroring consiguió una segunda victoria y terminó octavo en el campeonato con otros tres puestos en el podio con 125 puntos. También regresó ese año para los fines de semana de carrera en Spa y el Circuito de Moscú en la Fórmula Renault 3.5 para Lotus para reemplazar al lesionado Matthieu Vaxivière, donde subió al podio en la última carrera en Moscú y terminó decimoctavo en el campeonato con 21 puntos.
En 2015 Stanaway hará su debut en la GP2 Series para Status Grand Prix. También compite en el Campeonato Mundial de Resistencia de la FIA para Aston Martin Racing en la clase LMGTE Pro.

## Resultados

### GP2 Series
(Clave) (negrita indica pole position) (cursiva indica vuelta rápida puntuable)

| Año  | Escudería         | 1   | 1   | 2   | 2   | 3   | 3   | 4   | 4   | 5   | 5   | 6   | 6   | 7   | 7   | 8   | 8   | 9   | 9   | 10  | 10  | 11  | 11  | Pos. | Puntos | Ref.  |
| ---- | ----------------- | --- | --- | --- | --- | --- | --- | --- | --- | --- | --- | --- | --- | --- | --- | --- | --- | --- | --- | --- | --- | --- | --- | ---- | ------ | ----- |
| 2015 | Status Grand Prix | SAK | SAK | BAR | BAR | MON | MON | SPI | SPI | SIL | SIL | BUD | BUD | SPA | SPA | MNZ | MNZ | SOC | SOC | SAK | SAK | YMC | YMC | 10.º | 60     | [ 1 ] |
| 2015 | Status Grand Prix | 15  | 11  | 10  | 19  | 7   | 1   | 23  | 15  | Ret | 13  | 21  | 13  | 18  | 13  | 4   | 4   | 7   | 1   |     |     |     |     | 10.º | 60     | [ 1 ] |